# Athlétisme aux Jeux africains de 2023
Navigation
2019 2027
Les épreuves d’athlétisme des Jeux africains de 2023 se déroulent du 18 au 22 mars 2024 à Accra, au Ghana.

## Podiums

### Hommes
| Épreuves          | Or | Argent | Bronze |
| ----------------- | --- | --- | --- |
| 100 m             | Emmanuel Eseme 10 s 14 | Usheoritse Itsekiri 10 s 23 | Gilbert Hainuca 10 s 29 |
| 200 m             | Joseph Amoah 20 s 70 | Claude Itoungue Bogognie 20 s 74                                                                                                 | Emmanuel Ekanem Consider 20 s 80 |
| 400 m             | Chidi Okezie 45 s 06 | Muzala Samukonga 45 s 37 | Cheikh Tidiane Diouf 45 s 49 |
| 800 m             | Aaron Cheminingwa 1 min 45 s 72 | Ngeno Kipngetich 1 min 45 s 73                                                                                                   | Tumo Nkape 1 min 46 s 04 |
| 1 500 m           | Brian Komen 3 min 39 s 19 | Ermias Girma 3 min 39 s 40 | Abel Kipsang 3 min 39 s 45 |
| 5 000 m           | Hagos Gebrhiwet 13 min 38 s 12 | Abdullahi Jama Mohamed 13 min 38 s 64                                                                                            | Cornelius Kemboi 13 min 40 s 61 |
| 10 000 m          | Nibret Melak 29 min 45 s 37 | Gemechu Dida 29 min 45 s 68 | Evans Kiptum 29 min 47 s 61 |
| Semi-marathon     | Samsom Amare 1 h 5 min 4 s | William Amponsah 1 h 5 min 13 s                                                                                                  | Isaac Mpofu 1 h 5 min 37 s |
| 110 m haies       | Louis François Mendy 13 s 61 | Amine Bouanani 13 s 69 | Youssef Badawy 13 s 83 |
| 400 mètres haies  | Saad Hinti 48 s 82 (NR) | Victor Ntweng 49 s 38 | Kemorena Tisang 50 s 09 |
| 3 000 m steeple   | Samuel Firewu 8 min 24 s 30 | Amos Serem 8 min 25 s 77 | Simon Koech 8 min 26 s 19 |
| 20 km marche      | Misgana Wakuma 1 h 28 min 5 s | Samuel Gathimba 1 h 28 min 6 s                                                                                                   | Ismail Benhammouda 1 h 31 min 12 s |
| 4 × 100 m         | Nigeria Israel Okon Sunday Emmanuel Ekanem Consider Alaba Akintola Usheoritse Itsekiri 38 s 41 Participation aux séries : Edose Ibadin | Ghana Edwin Gadayi Benjamin Azamati-Kwaku Solomon Hammond Kweku Joseph Amoah 38 s 43                                             | Liberia John Sherman Emmanuel Matadi Jabez Reeves Joseph Fahnbulleh 38 s 73 (NR)                                                                |
| 4 × 400 m         | Zambie Patrick Nyambe Kennedy Luchembe David Mulenga Muzala Samukonga 2 min 59 s 12 (GR, NR)                                           | Botswana Busang Kebinatshipi Leungo Scotch Boitumelo Masilo Bayapo Ndori 2 min 59 s 32 Participation aux séries : Omphile Seribe | Nigeria Ifeanyi Emmanuel Ojeli Samson Oghenewegba Nathaniel Sikiru Adeyemi Chidi Okezie 3 min 1 s 84 Participation aux séries : Dubem Nwachukwu |
| Saut en hauteur   | Evans Yamoah 2,23 m | Saad Hammouda 2,21 m | Mpho Links 2,21 m |
| Saut à la perche  | Medhi-Amar Rouana 5,30 m | Boubacar Diallo 5,00 m | Abera Alemu 4,00 m |
| Saut en longueur  | Asande Mthembu 7,86 m | Yasser Triki 7,83 m | Appollinaire Yinra 7,71 m |
| Triple saut       | Hugues Fabrice Zango 16,97 m | Amath Faye 16,24 m | Yacouba Loué 15,86 m |
| Lancer du poids   | Chukwuebuka Enekwechi 21,06 m | Mostafa Amr Hassan 20,70 m | Mohamed Magdi Hamza 20,29 m |
| Lancer du disque  | Victor Hogan 62,56 m | Oussama Khennoussi 59,97 m | Ryan Williams 55,42 m |
| Lancer du marteau | Mostafa Hicham al-Gamal 73,65 m | Mohsen Anani 67,71 m | Alan Cumming 67,57 m |
| Lancer du javelot | Nnamdi Chinecherem 82,80 m (NR) | Julius Yego 81,74 m | Mustafa Mahmoud Abdel Khaliq 78,10 m |
| Décathlon         | Fredriech Pretorius 7 550 pts | Edwin Kimutai Too 7 140 pts (NR)                                                                                                 | Dhiae Boudoumi 6 943 pts |

### Femmes
| Épreuves          | Or | Argent                                                                                 | Bronze |
| ----------------- | --- | -------------------------------------------------------------------------------------- | --- |
| 100 m             | Gina Bass 11 s 36 | Maia McCoy 11 s 49                                                                     | Olayinka Olajide 11 s 55                                                                                       |
| 200 m             | Gina Bass 23 s 13 | Olayinka Olajide 23 s 18                                                               | Natacha Ngoye Akamabi 23 s 42                                                                                  |
| 400 m             | Mary Moraa 50 s 57 | Esther Elo Joseph 51 s 61                                                              | Sita Sibiri 51 s 71 (NR)                                                                                       |
| 800 m             | Tsige Duguma 1 min 57 s 73 | Halimah Nakaayi 1 min 58 s 59                                                          | Vivian Chebet Kiprotich 2 min 0 s 27                                                                           |
| 1 500 m           | Hirut Meshesha 4 min 5 s 71 (GR) | Hawi Abera 4 min 6 s 09                                                                | Mary Ekiru 4 min 6 s 22                                                                                        |
| 5 000 m           | Medina Eisa 15 min 4 s 32 | Birtukan Molla 15 min 5 s 32                                                           | Melknat Wudu 15 min 7 s 04                                                                                     |
| 10 000 m          | Janeth Chepngetich 33 min 37 s 00 | Wede Kefale 33 min 38 s 37                                                             | Tekan Berhe 33 min 51 s 50                                                                                     |
| Semi-marathon     | Atalena Loliha 1 h 14 min 36 s | Zewditu Aderaw 1 h 14 min 40 s                                                         | Nancy Jepleting 1 h 15 min 7 s                                                                                 |
| 100 mètres haies  | Tobi Amusan 12 s 89 | Sidonie Fiadanantsoa 13 s 19                                                           | Ashley Kamangirira 13 s 59                                                                                     |
| 400 mètres haies  | Rogail Joseph 55 s 39 | Noura Ennadi 55 s 85                                                                   | Linda Angounou 56 s 41                                                                                         |
| 3 000 m steeple   | Beatrice Chepkoech 9 min 15 s 61 (GR) | Peruth Chemutai 9 min 16 s 07                                                          | Lomi Muleta 9 min 26 s 63                                                                                      |
| 20 km marche,     | Emily Ngii 1 h 37 min 34 s | Sintayehu Masire 1 h 38 min 7 s                                                        | Souad Azzi 1 h 39 min 43 s                                                                                     |
| 4 × 100 m         | Nigeria Justina Tiana Eyakpobeyan Olayinka Olajide Moforehan Abinusawa Tobi Amusan 43 s 05 Participation aux séries : Chisom Onyebuchi Blessing Ogundiran | Liberia Ebony Morrison Destiny Smith-Barnett Maia McCoy Shania Collins 44 s 02         | Ghana Mary Boakye Janet Mensah Doris Mensah Halutie Hor 44 s 21 Participation aux séries : Benedicta Kwartemaa |
| 4 × 400 m         | Nigeria Esther Elo Joseph Patience Okon George Brittany Ogunmokun Omolara Ogunmakinju 3 min 27 s 29                                                       | Zambie Niddy Mingilishi Quincy Malekani Abygirl Sepiso Rhoda Njobvu 3 min 31 s 85 (NR) | Botswana Thomphang Basele Lydia Jele Obakeng Kamberuka Oratile Nowe 3 min 33 s 44                              |
| Saut en hauteur   | Rose Yeboah 1,90 m | Fatoumata Balley 1,81 m                                                                | Darina Hadil Rezik 1,78 m                                                                                      |
| Saut à la perche  | Miré Reinstorf 4,35 m (GR) | Dora Mahfoudhi 3,70 m                                                                  | Non décernée                                                                                                   |
| Saut en longueur  | Ese Brume 6,92 m w | Marthe Koala 6,81 m w                                                                  | Prestina Ochonogor 6,67 m w                                                                                    |
| Triple saut       | Ruth Usoro 13,80 m | Winny Bii 13,64 m                                                                      | Saly Sarr 13,60 m                                                                                              |
| Lancer du poids   | Ashley Erasmus 16,98 m | Oyesade Olatoye 16,61 m                                                                | Ischke Senekal 16,38 m                                                                                         |
| Lancer du disque  | Obiageri Amaechi 58,93 m | Chioma Onyekwere 58,03 m                                                               | Nora Monie 56,11 m                                                                                             |
| Lancer du marteau | Zahra Tatar 69,65 m (GR, NR) | Zouina Bouzebra 68,97 m                                                                | Oyesade Olatoye 68,92 m                                                                                        |
| Lancer du javelot | Jo-Ane van Dyk 60,80 m (GR) | Jana van Schalkwyk 57,64 m                                                             | Josephine Joyce Lalam 57,01 m (NR)                                                                             |
| Heptathlon        | Odile Ahouanwanou 5 616 pts | Kemi Francis-Petersen 5 268 pts                                                        | Adèle Mafogang 5 181 pts                                                                                       |

### Mixte
| Épreuves  | Or | Argent | Bronze                                                                                      |
| --------- | --- | --- | ------------------------------------------------------------------------------------------- |
| 4 × 400 m | Nigeria Ifeanyi Emmanuel Ojeli Patience Okon George Sikiru Adeyemi Omolara Ogunmakinju 3 min 13 s 26 (AR) Participation aux séries : Samson Oghenewegba Nathaniel | Botswana Busang Kebinatshipi Lydia Jele Bayapo Ndori Obakeng Kamberuka 3 min 13 s 99 (NR) Participation aux séries : Leungo Scotch | Kenya David Sanayek Kapirante Maureen Thomas Kennedy Kimeu Muthoki Mary Moraa 3 min 18 s 03 |

## Légende
Records et Performances
- AR : Record continental (area record)
- CR : Record des championnats (championship record)
- MR : Record du meeting (meet record)
- NR : Record national (national record)
- OR : Record olympique (olympic record)
- PR : Record paralympique (paralympic record)
- PB : Record personnel (personal best)
- SB : Meilleure performance personnelle de la saison (season's best)
- WL : Meilleure performance mondiale de l'année (world leader)
- WJR : Record du monde junior (world junior record)
- WR : Record du monde (world record)

Circonstances et Conditions
- DNF : N'a pas terminé (did not finish)
- DNS : N'a pas pris le départ (did not start)
- DQ : Disqualification (disqualification)
- NM : Aucun essai valable enregistré (No Mark)
- Q : Qualifié « directement » au prochain tour (ou à la prochaine compétition), lors d'une compétition majeure, grâce au classement ou à la réalisation des minima (automatic qualifier)
- q : Qualifié au prochain tour (ou à la prochaine compétition), lors d'une compétition majeure, grâce au repêchage ou à la réalisation de l'une des meilleures performances parmi celles des « non qualifiés directement » (grâce au meilleur temps ou à la meilleure distance par exemple) (secondary qualifier)